# HD 315
HD 315（鲸鱼座4，垒壁阵增六），又名BD -03 2，SAO 128595、HR 11，是一颗恒星，视星等为6.43，位于銀經98.02，銀緯-63.29，其B1900.0坐标为赤經0h 2m 36.7s，赤緯-3° -63.29′ 20″。